# Жиру (река)
Жиру (фр. Girou) је река у Француској. Дуга је 65 km. Улива се у Ерс Мор. 